# Abborrtjärnen (Lima socken, Dalarna, 677566-133767)
Abborrtjärnen är en sjö i Malung-Sälens kommun i Dalarna och ingår i Göta älvs huvudavrinningsområde.